# Magnac-Laval
Magnac-Laval è un comune francese di 2 012 abitanti situato nel dipartimento dell'Alta Vienne nella regione della Nuova Aquitania.

## Società

### Evoluzione demografica
Abitanti censiti